# Rosheim
Rosheim je francouzská obec v departementu Bas-Rhin v regionu Grand Est. V roce 2021 zde žilo 5 360 obyvatel.

## Poloha obce
Obec leží v Dolním Alsasku na hranici Vogéz, při říčce Rosenmeerbach v nadmořské výšce 192 m n. m., 25 km jihozápadně od Štrasburku. 

### Sousední obce
Bischoffsheim, Bœrsch, Dorlisheim, Grendelbruch, Griesheim-près-Molsheim, Mollkirch a Rosenwiller.

## Historie

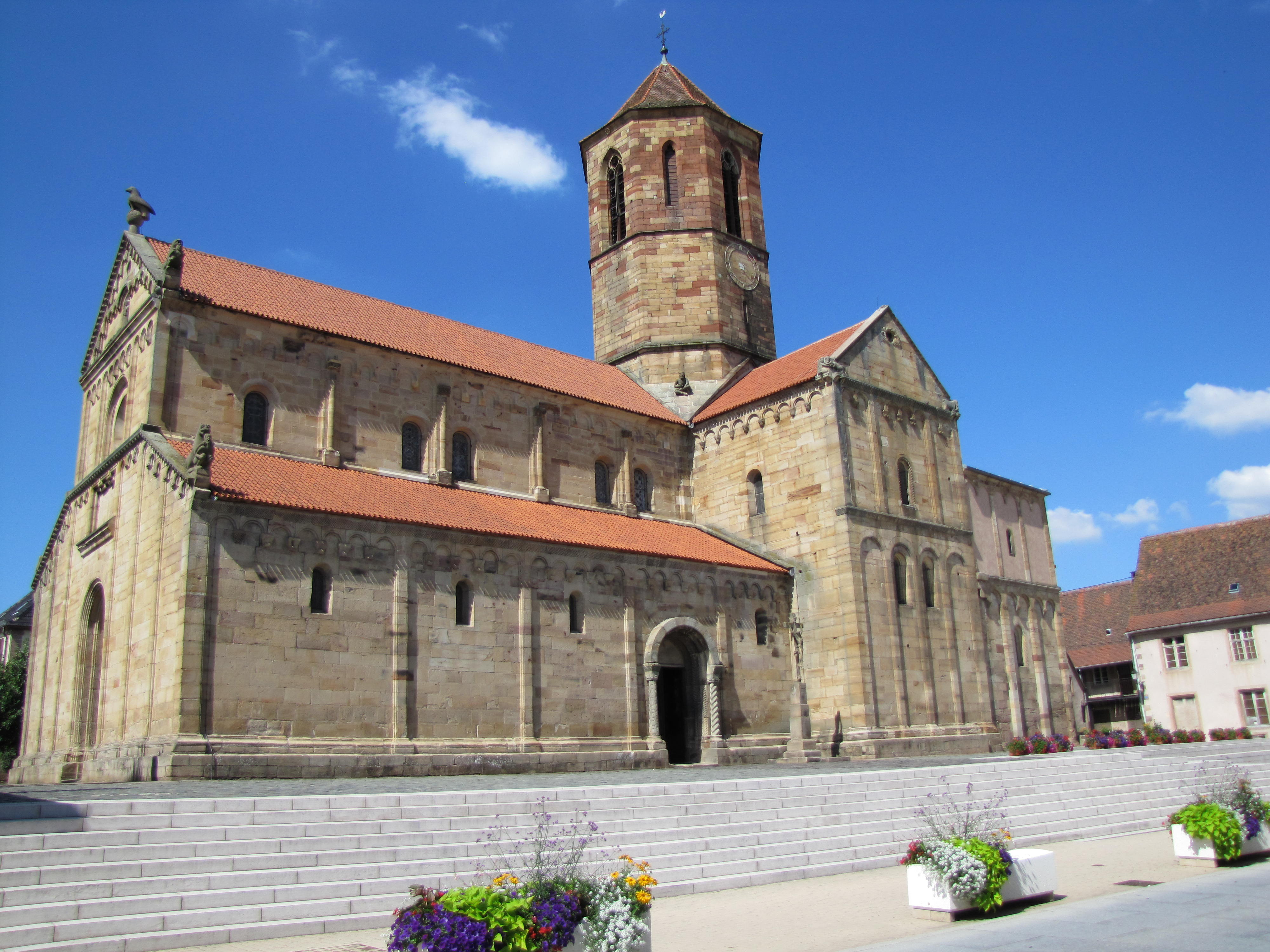
Kostel sv. Petra a Pavla

Místo bylo poprvé písemně zmíněno v Karolínské říši roku 778 jako Rodasheim, ve 13. století Rodesheim (1236), Rodisheim, vila Rotsem a v roce 1303 jako oppidum Rodesheim.
Císař Ota I. Veliký ves daroval klášteru Fulda, po něm roku 959 klášteru Lure (u Belfortu) a v roce 1052 přešla do majetku kláštera Jung-Sankt-Peter ve Štrasburku. Na město Svaté říše římské byl Rosheim povýšen roku 1262 s právem postavit si městskou hradbu. V roce 1303 se Rosheim stal císařským městem. 
V roce 1680 je anektovalo Francouzské království.
Podpisem Frankfurtského míru z 10. května 1871 se oblast dostala do německé spolkové země Alsasko-Lotrinsko, do okresu Molsheim. Po první světové válce na základě Versailleské smlouvy musel být region v roce 1919 postoupen Francii, během druhé světové války byl region až do roku 1944 okupován německým wehrmachtem.

## Současnost
Město je obklopeno vinicemi a leží na trase Alsaské vinné stezky (Route des vins d'Alsace), jež mu společně s četnými historickými památkami zajišťuje velký zájem turistů.

## Vývoj počtu obyvatel
Počet obyvatel

## Památky

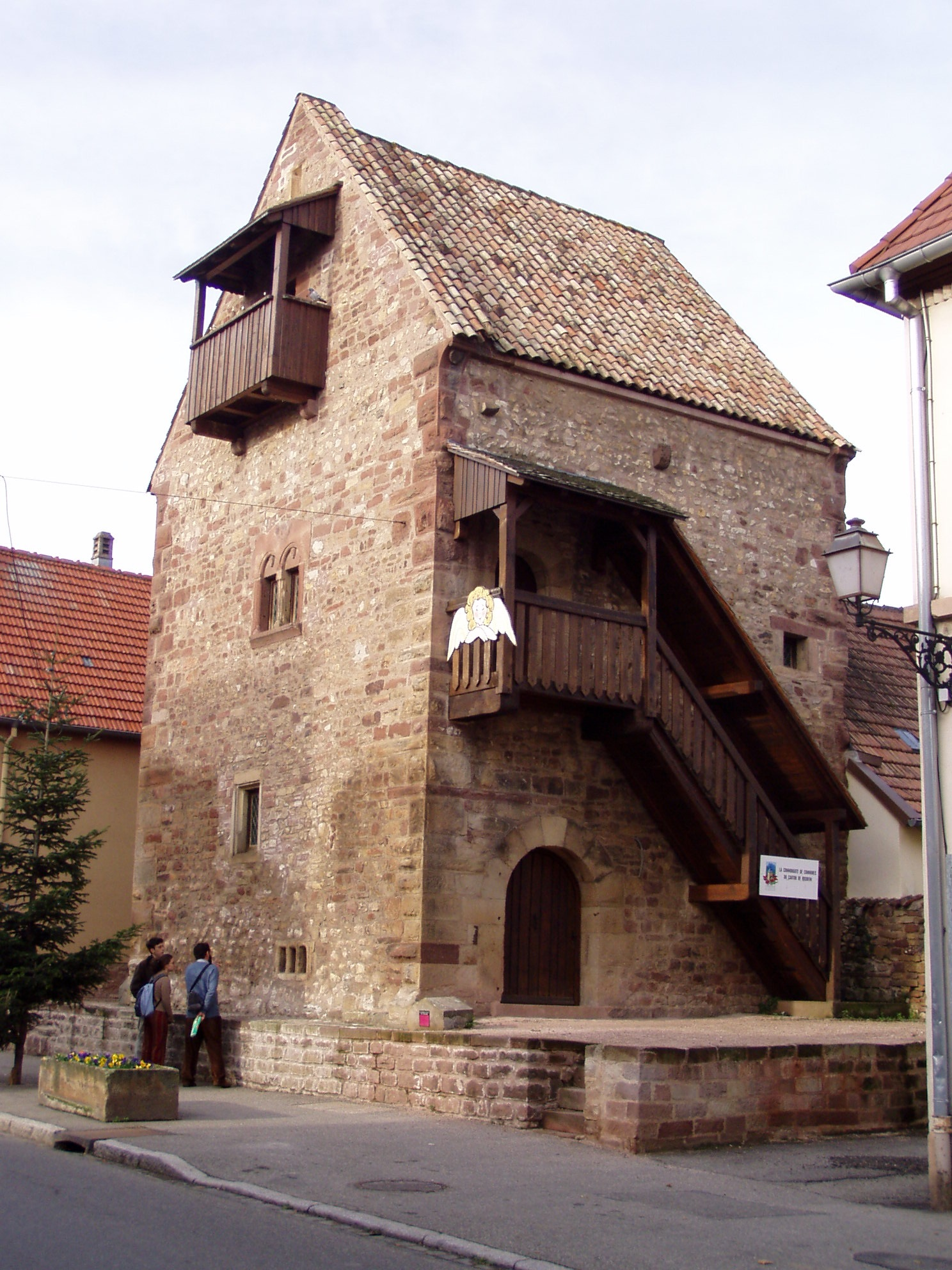
Románský věžový dům

- Kostel sv. Petra a Pavla - trojlodní románská bazilika s příčnou lodí, založená roku 1126, původně obklopená dvorcem s palácem, který dal postavit císař Fridrich Barbarossa; ruiny dvorce, zdokumentované archeologickým výzkumem z roku 1995, byly zbořeny roku 2018 a zasazeny do novostavby.
- Maison païenne - románský věžový dům ze 12 . století - nejstarší světská budova v Alsasku
- Městské hradby se třemi gotickými branami, Porte de Lion,  Porte de milieu  a Porte de la Vierge s dlátkovou střechou
- kostel sv. Štěpána - barokní s románskou věží
- Klášter benediktinů Nejsvětější svátosti
- Synagoga z roku 1884
- Radnice s kašnou z 18. století
- Hrázděné domy ze 16. - 18. století

## Slavní rodáci
- Heinrich Eggestein /Eckstein (1415/1420-1488) první knihtiskažř ve Štrasburku